# Marcillé-la-Ville

Marcillé-la-Ville este o comună în departamentul Mayenne, Franța. În 2009 avea o populație de 802 de locuitori.